# Чёрный-Ковальчук, Ефим Михайлович
Ефим Михайлович Чёрный-Ковальчук (по другим данным, Пётр Михайлович; год рождения неизвестен, деревня Мощаница, Олыкская волость, Дубенский уезд, Волынская губерния, Российская империя — 6 октября 1914, река Сан, Королевство Галиция и Лодомерия, Австро-Венгрия) — рядовой Русской императорской армии, награждённый Георгиевским крестом за захват знамени 2-го Тирольского егерского полка австро-венгерских войск.
Первый русский военнослужащий, награждённый Георгиевским крестом в Первую мировую войну.

## Биография
По происхождению — православный, крестьянин-хлебопашец. Призван в 41-й пехотный Селенгинский полк из запаса 19 июля 1914 года Дубенским уездным воинским начальником. В составе 41-го полка участвовал в битве при Раве-Русской против австро-венгерских войск.
24 августа 1914 года 3-я пехотная дивизия австро-венгерских войск в районе Заборже атаковала части 11-й пехотной дивизии русских войск, захватив в плен штаб 11-й дивизии, до тысячи пленных и 10 орудий. В авангарде австрийцев находился 2-й Тирольский стрелковый полк (60 % личного состава — немцы, 40 % — итальянцы), который атаковал бивак штаба дивизии и 42-го Якутского пехотного полка, выведя из строя семь орудий и захватив несколько сотен человек в плен.
Однако штыковая контратака батальонов 11-й дивизии помогла освободить пленных и всё захваченное оружие, и в результате контратаки к рассвету 2-й Тирольский полк был частично уничтожен огнём 2-й бригады 11-й дивизии. В плен попали около 500 человек, а командир полка, полковник эдлер Александр Брош фон Аренау был убит со знаменем в руках. Согласно сообщению Трофейной комиссии, 25 августа 1914 года знамя 2-го императорского егерского Тирольского полка было захвачено русскими войсками. Знамя захватили нижние чины 41-го полка: рядовые Ефим Чёрный-Ковальчук и Николай Алексеев (по другим данным, Фёдор Алексеев).
20 сентября 1914 года в Царском Селе Ефим Чёрный-Ковальчук лично представил знамя императору Николаю II и был им собственноручно награждён Крестом Святого Георгия IV степени № 1 — первой подобной наградой, присуждённой в Первую мировую войну. Крест № 2 получил Алексеев. Новое знамя 2-й Тирольский полк получил только в феврале 1915 года.
6 октября 1914 года погиб в бою у реки Сан.